# Inmigración neerlandesa en Colombia
La inmigración neerlandesa en Colombia es el movimiento migratorio de ciudadanos de los Países Bajos hacia Colombia. Actualmente hay 635 neerlandeses en Colombia.

## Historia
Algunos de los exploradores holandeses llegaron a las costas del Caribe colombiano. Además, aproximadamente 100 familias holandesas fueron identificadas en Barranquilla, Cartagena, Santa Marta, Riohacha, Maicao y Sincelejo y registradas en el Consulado de los Países Bajos en Barranquilla, llegaron a Colombia desde Aruba y Curazao, las antiguas Antillas Neerlandesas. El grupo de inmigrantes holandeses era muy pequeño la mayoría judíos sefarditas y algunos optaron por regresar a su país de origen, principalmente y como lo dijo Peter Slagter, miembro de la comunidad holandesa y cónsul de ese país durante más de dos décadas, al choque cultural. Otros factores, como el clima tropical inclemente y las diferencias entre las idiosincrasias holandesas y caribeñas también contribuyeron a que estos inmigrantes europeos decidieran regresar a los Países Bajos. Irónicamente, el sol y el bullicio caribeño de mediados del siglo XX también encantaron a algunos, incluido el padre de Peter, Jan Gerbrand Slagter.
Jan Gerbrand Slagter llegó a Colombia aproximadamente en el año 1935 como ejecutivo de la Curazao Trading Company. Cuenta Peter que el clima, el paisaje, las costumbres y las tradiciones caribeñas hicieron que su padre se enamorara de Barranquilla. La Barranquilla de los años treinta crecía a grandes pasos y se posicionaba como una importante urbe comercial en el Caribe. Ya para aquel entonces había un considerable grupo de inmigrantes de todas partes del mundo trabajando mano a mano con los locales para construir una pequeña gran metrópoli en la ribera del mar Caribe. Mientras tanto, vientos de guerra empezaban a acechar a Europa. En 1939 estalla la Segunda Guerra Mundial, trayendo graves e imaginadas consecuencias sociales, económicas y políticas para todo el mundo. Al poco tiempo del inicio de la guerra, Alemania invade Holanda, razón por la cual el gobierno neerlandés llama a sus expatriados a ayudar a defender militarmente a su patria.
El joven Jan es el único holandés en Colombia que voluntariamente responde al llamado de su país y regresa a ésta para luchar en el frente luego de recibir entrenamiento militar en Canadá. Él había sentido la obligación de luchar con sus connacionales en aquellos tiempos difíciles, y al llegar a Holanda, se une al Batallón de la Reina, en donde pasa por grandes dificultades propias de una gran guerra. Al término de ésta, y siendo testigo de la dificultad de llevar a cabo un día a día normal en Europa, Jan decide regresar a Colombia, tierra de oportunidades, con la mujer que había amado desde antes de emigrar: Aukje Mobach. En Colombia, la joven pareja tiene 8 hijos que al nacer causaron gran conmoción entre los locales debido a sus delicadas facciones, piel blanca y cabellos color oro. Peter recuerda la vez en que una de sus hermanas de tan sólo unos pocos meses de nacida, fue llevada sin permiso por la niñera a su pueblo, Usiacurí, para ser mostrada en la plaza debido a sus extrañas facciones: el color de su piel y de su cabello asombraban a todos.
Los holandeses habían empezado a emigrar principalmente en el período entre guerras y durante y después de la Segunda Guerra Mundial. Una vez en Barranquilla, los que decidían quedarse pese a las diferencias culturales y climáticas, construían amistades con otros emigrados europeos, como los suecos y españoles. La madre de Peter, Aukje, fue una de las que luchó por adaptarse a su nueva vida en el Caribe. El clima y la marcada jerarquía social latina lograron impactarla, razón por la cual Aukje realizó varios viajes entre Holanda y Colombia, a diferencia de la mayoría de emigrados que decidían quedarse y que paulatinamente fueron perdiendo el contacto con su patria, lo que explica que hoy esta comunidad no conserve el idioma ni la comida típica holandesa.
Los holandeses tampoco consolidaron centros culturales patrios en Barranquilla como sí lo hicieron otras comunidades de emigrados. Esto se debe en parte al bajo número de familias que emigraron, la cantidad de matrimonios interraciales y el poco sentido de comunidad que existe entre ellos en comparación con otros inmigrantes como los árabes e italianos. Sin embargo, los holandeses dejaron y siguen dejando huellas indelebles en la historia económica, industrial y social de la región caribe. Por ejemplo, el sacerdote holandés radicado en Barranquilla desde 1977 y perteneciente a la orden de los Camilos, el padre Cirilo Swinne, ha desarrollado, con su espíritu emprendedor y caritativo, una importante obra social y pastoral que los locales llaman "milagrosa". De forma gustosa, decide quedarse en Barranquilla y dedicarse a ayudar los más pobres en las áreas de la salud y la educación mediante la construcción de orfanatos, asilos y colegios.
Por otra parte, Aukje Mobach, realizaba obras de caridad y se dedicaba a ayudar al padre Cirilo. También, ayudó a varias familias en Holanda que no podían tener hijos a adoptarlos en Colombia de manera legal a través del Bienestar Familia. Cuenta Peter que su madre logró tramitar la adopción de casi ocho bebes, los cuales vivían cerca de seis meses en su casa antes de que su madre los llevar a Holanda y los entregara a las familias que lo habían pedido.
Los holandeses que permanecieron en la costa Caribe colombiana han contribuido enormemente al desarrollo comercial e industrial de la región, mientras que otros tantos han aportado en el área social en aras de mejorar la calidad de vida de miles de barranquilleros. Apellidos tales como De Hart, Van Houten, Slagter y Esbra, provenientes de Holanda, y Rodríguez, de la Rosa, Cortizos, de Castro y Charris, entre otros, oriundos de las ex Antillas, todavía existen hoy en el Caribe, y si bien a veces no se visibilizan como una comunidad bien definida, sin duda han sido y siguen siendo actores importantes del progreso de la región Caribe.

## Colombianos notables de ascendencia neerlandesa
- Thomas van der Hammen
- Maite Hontelé
- Abraham Lopez-Penha
- Ernesto Cortissoz
- Ramón Santodomingo Vila
- Alfonso Senior Quevedo
- Ramón Jesurún
- Diva Jessurum
- Evaristo Sourdis
- Roberto Gerlein
- Jorge Gerlein
- José Groot de Vargas
- Pedro Groot y Alea
- Helena Groot de Restrepo
- Hernando Groot Liévano
- José María Rivas Groot
- José Manuel Groot Urquinaona
- Ana María Groot